# Heteranthera
Heterantera (lat. Heteranthera),  rod  trajnica iz porodice pontederijevki, dio reda komelinolike (Commelinales).
Pripada mu 20 vrsta iz tropske i suptropske Amerike (Sjeverna i Južna) i Afrike

## Vrste
1. Heteranthera callifolia Rchb. ex Kunth
2. Heteranthera catharinensis C.N.Horn & M.Pell.
3. Heteranthera dubia (Jacq.) MacMill.
4. Heteranthera gardneri (Hook.f.) M.Pell.
5. Heteranthera limosa (Sw.) Willd.
6. Heteranthera longirachilla D.J.Sousa & Giul.
7. Heteranthera lutea (H.Perrier) M.Pell.
8. Heteranthera mexicana S.Watson
9. Heteranthera missouriensis C.N.Horn
10. Heteranthera multiflora (Griseb.) C.N.Horn
11. Heteranthera oblongifolia Mart. ex Schult. & Schult.f.
12. Heteranthera pauciflora C.N.Horn
13. Heteranthera peduncularis Benth.
14. Heteranthera pumila M.Pell. & C.N.Horn
15. Heteranthera reniformis Ruiz & Pav.
16. Heteranthera rotundifolia (Kunth) Griseb.
17. Heteranthera seubertiana Solms
18. Heteranthera spicata C.Presl
19. Heteranthera yucatana Carnevali, J.L.Tapia & J.R.Grande
20. Heteranthera zosterifolia Mart.